# لم شمل عائلة (مسلسل)
لم شمل عائلة (بالصينية: 一家團圓); (بالإنجليزية: Family Reunion)‏ هو مسلسل درامي على قناة سانلي تايوان في الساعة الثامنة لعام 2022، من إنتاج فودينغ الثقافي والإبداعي (بالصينية: 福定文創) وميلو الثقافي والإبداعي (بالصينية: 咪嚕文創共同). تم عرضه لأول مرة في 9 مارس 2022، وتم بثه في 9 مارس 2022، وتم تغليفه في 2 مايو 2023، وانتهى في 3 مايو 2023.

## عملية الإنتاج
تم إلغاء المؤتمر الصحفي المقرر عقده في 15 فبراير 2022 مؤقتًا بسبب وفاة لين كونهاي (بالصينية: 林崑海)، رئيس مجموعة سانلي الإعلامية (بالصينية: 三立媒體集團董事長)، بسبب السرطان،وفي 17 من نفس الشهر، أصدر فريق الممثلين مؤتمرًا صحفيًا، تم خلاله التأكيد على أن باغيه (بالصينية: 巴戈) كان قد توفي بمرض السرطان في اليوم السابق للمؤتمر الصحفي.

## تأثير
فرضت لجنة الاتصالات الوطنية غرامة قدرها 600 ألف دولار تايواني على كل من قناة سانلي تايوان وقناة سانلي دراما بسبب تكرار العنف اللفظي والجسدي، ومحاولة الاعتداء الجنسي، والإهانة والإساءة، وعرقلة حرية الحركة، وبسبب وصف محدد لأساليب الاعتداء. ورأت لجنة الاتصالات الوطنية أن المؤامرات ذات الصلة تسمح للأطفال بالتقليد والموافقة على استخدام العنف لحل المشكلات.

## مسلسل درامي على قناة سانلي تايوان 8 مساء
يسبقه: ابنة السماء فخورة (5 أغسطس 2020 - 9 مارس 2022)
مدة الإصدار: 9 مارس 2022 - 3 مايو 2023
يخلفه: طريق السماء (3 مايو 2023 - الآن)